# 火葬場

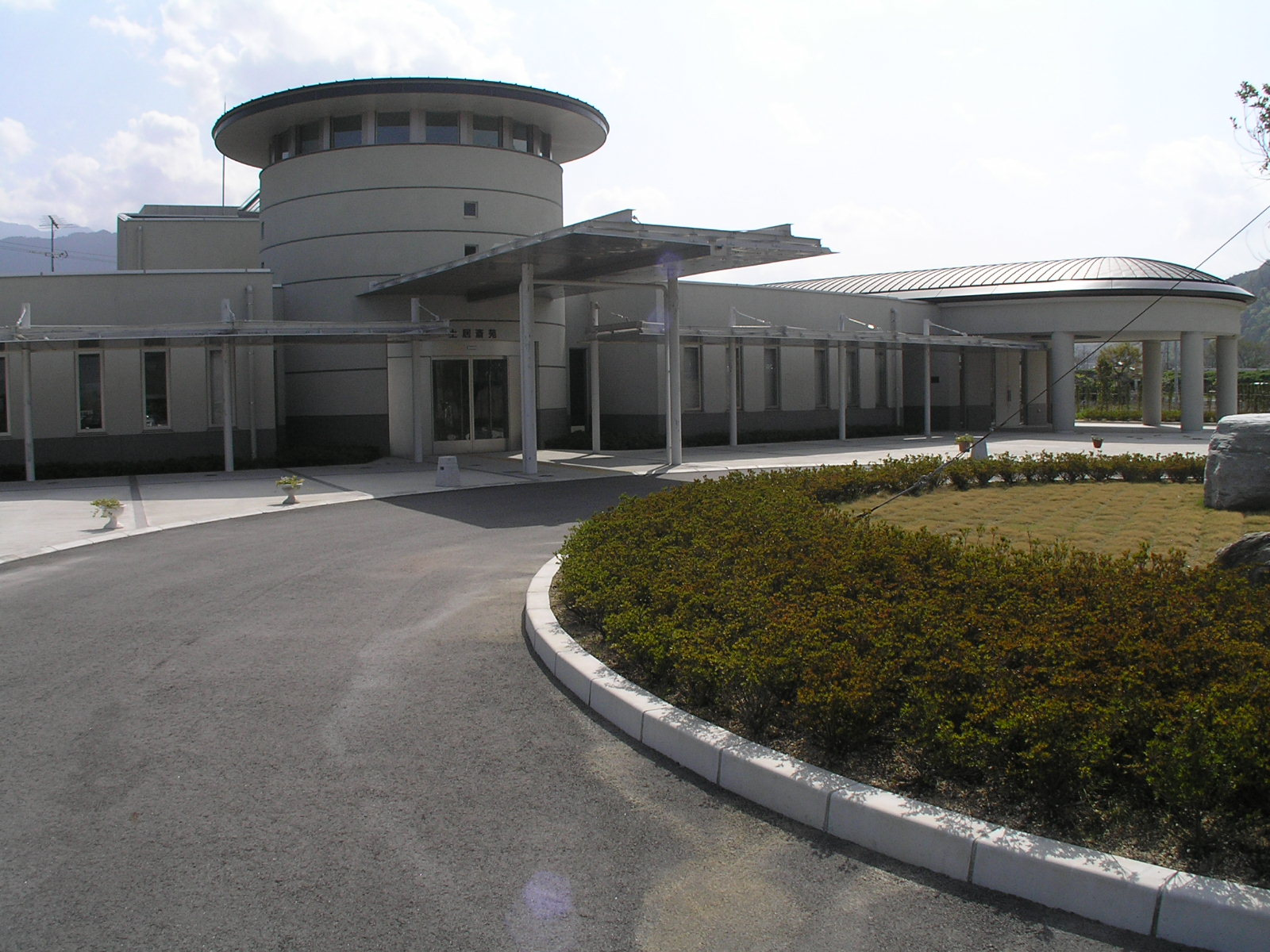
土居斎苑（愛媛県四国中央市、2005年竣工）

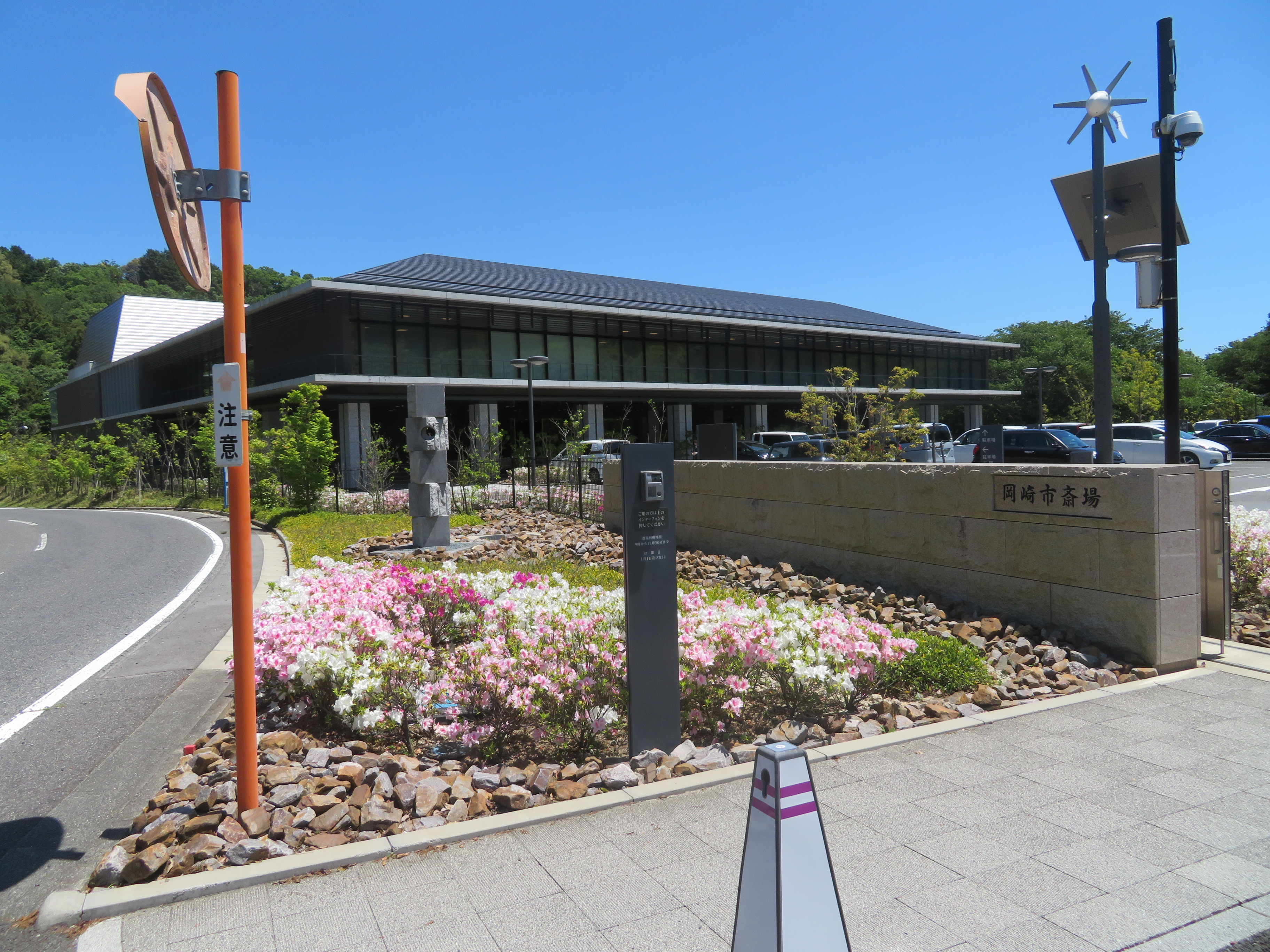
岡崎市斎場（愛知県岡崎市、2016年竣工）

火葬場（かそうば、英: crematory）とは、死体を火葬するための施設。
墓地、埋葬等に関する法律（昭和23年法律第48号）の第2条第7項において「この法律で「火葬場」とは、火葬を行うために、火葬場として都道府県知事の許可をうけた施設をいう」と、規定されている。
現代では斎場（さいじょう）とも称されるが、これは本来、祭祀儀礼を行う場所および、祭祀儀礼を行う施設全般を指す呼称であり、火葬設備を有せず通夜・告別式のみ行う施設で斎場と称するものも多い。また、「斎苑」「葬祭場」を名乗る施設も多いが、火葬場ではない葬儀施設である場合もあるので、混同しない注意が必要である。2015年現在、日本の火葬率は99.986%にのぼり、これは世界で最も高い部類に入る。火葬場がない離島など、遺体を本土に搬送しないと火葬できない場合は搬送費用が高額になるので遺体のまま埋葬することがあるが、それ以外では基本的に火葬される。

## 歴史

### 古代
火葬は、日本では宗教的要請から発生したとする説が有力である。当初は恒久的な「火葬場」は設けられず、高貴な身分層の火葬では周囲に幕や板塀などを巡らせた火床をその都度仮設して火葬が行われていた。
奈良時代後半から平安時代まで、天皇の火葬を行う場所は「山作所」と呼ばれていた。これは天皇の火葬を行った跡地は陵墓に準ずる「火葬塚」を築造することが多く、皇族御用の林野作業所や陵墓営繕工事現場を表す「山作所」の呼称をあてたものと思われる。また、同じころ天皇家以外では火葬を行う場所を「三昧（さんまい）」または「三昧場」と呼ぶようになった。
中世に近づくと庶民にも火葬を行う者が現れ、人里離れた野原で木薪を組み上げてその上に遺体を載せてで焚焼していた。このように火葬を行うための建物や炉などの恒久的設備を設けず野外で行う火葬は「野焼き」と呼ばれており、江戸時代末までは大多数の火葬場が「野焼き場」だった。野焼き場は明治時代より急速に減少するが、地域によっては県知事から正式な火葬場としての許可を受けて、平成に入ってからも存続しており、極わずかだが使用されている野焼き場もある。

### 中世
中世になってからは墓地の傍らなどに、棺桶より一回り大きい程度の浅い溝を掘って石や土器などで枠組みするなどした恒久的な火床を設けて、そこで火葬が行われることが増えてきた。
平安時代になると、皇族や貴族、僧侶では火葬が主流になった。また、一般庶民では浄土真宗の普及に伴って、浄土真宗門徒を中心に火葬を行うものが多くなり、各地に野焼場が設けられた。ただ、浄土真宗門徒以外の庶民の間では、鎌倉時代ころまでは、風葬も広く行われ、遺体を墓地や山林に放置していた。鎌倉時代以降は仏教の普及に伴って、庶民の間に念仏講や無常講、葬式組などの葬式互助組織が普及し始めたと考えられ、風葬は徐々に減少して土葬や火葬が行われるようになった。浄土宗が普及した地域では、集落や講組の共有施設として庶民が自力設営した火葬場が目立つ。
京都や大阪の市街では宗教教義に従って火葬を選ぶ者のほかに、墓地の狭隘化や無秩序な風葬（要するに屍体遺棄）対策として火葬を奨励する向きもあり、有力寺院が設営した火葬場が多い。鎌倉時代には、禅宗僧侶も一般火葬を行うようになって、武士層の火葬も増えている。
京都、大阪などは都市の形成に伴って火葬場の数を増やしていったが、京都では秀吉廟の建造の際に鳥辺野の火葬場の臭気が疎まれて移転させられた。

### 近世
江戸（東京）では江戸幕府が開かれ市街が形成されるに伴って、寺院や墓地に火葬場が設けられるようになり、徐々にその数を増やしていった。都市部では寺院が経営するものが多く、古地図に「火葬寺」や「○○寺火屋」などの表示が見られる。
1650年ごろには江戸市中の浅草や下谷のほとんどの寺院が境内に火葬場を有していた。寛文7年（1667年）には4代将軍徳川家綱が上野寛永寺へ墓参に赴いた際に、火葬の臭煙が及んだことが問題になって、浅草や下谷に散在していた20数ケ寺の境内火葬場を小塚原刑場近くに設けた幕府指定地へ集合移転させた。小塚原火葬場が開業するときには火葬料金を届け出て明示する事や明示された料金以外の金品受け取りを禁止する事、昼間火葬の禁止、日没後に役人が叩く鐘を合図に点火する等の規則が定められている。小塚原火葬場はその後明治20年（1887年）に操業停止するまでの220年間に亘り江戸最大の火葬場として存続する。
京都市中では、有力寺院が設けた規模の大きな火葬場が多く、檀信徒、門徒以外の者や他宗派の者も火葬していた。鳥辺野や狐塚の火葬場は特に有名で、1700年ごろの西本願寺文献では火葬場を支配する者を煙亡（オンボウ） と称し、西本願寺内の花畠町に住宅を与えていて、この地が「煙亡町」と呼ばれていた事や煙亡の業務内容の詳細を記している。
大阪市中では、河内七墓または大阪七墓と称される有名墓地 があり火葬場を有していて、これらを記した小説や古書が数多い。江戸時代には「土一升、金一升」と言われるほど土地が貴重であり、庶民は墓地を得るのが難しかったので、火葬が普及したとする説もある。

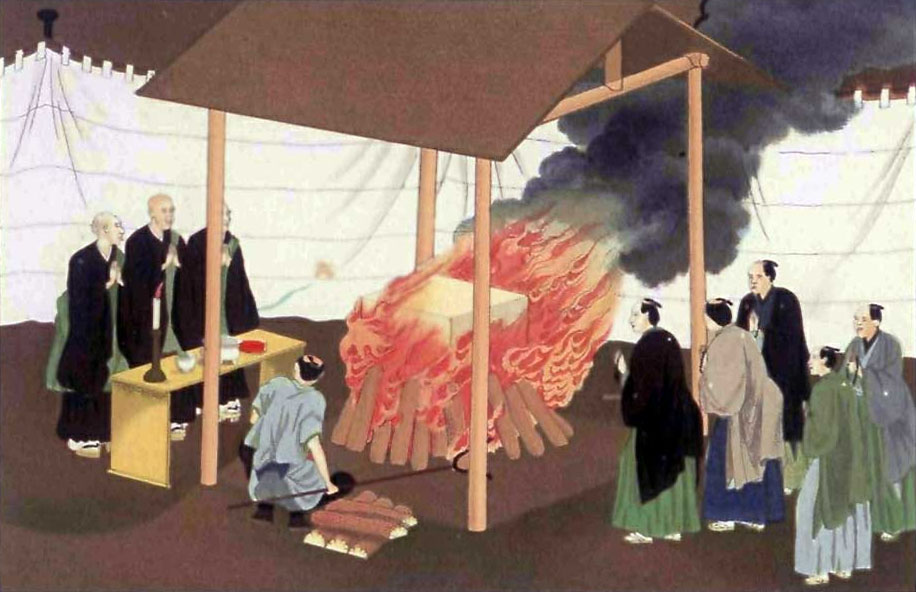
江戸時代の火葬、『日本の礼儀と習慣のスケッチ』より、1867年出版

江戸時代中期ごろになると、硬質良土を敷き込んで整地した上に火床を作り、火床より数尺離れた四隅に柱を建てて簡易な屋根を掛けたものや、積雪地帯では切出石を積み上げた強固な壁の上に本格的な瓦屋根を載せた4-6畳ほどの小屋を造り、その中心に溝形火床を掘り込むなどした「建築物」と呼べる火葬場が現れてきた。
この頃から火葬場は、「三昧」「荼毘場」と共に「火屋」「火家」「龕屋」（いずれも「ひや」と読む）と呼ばれるようになった。
1800年ごろになると、貴族や武家など支配階級を中心に火葬率が低下して土葬に回帰している。これは、火葬を禁忌とする儒教や神道が普及したこと、天皇や将軍が土葬化したことに倣ったものと考えられている。しかし、都市部の庶民層や浄土真宗が普及した地域では、火葬率低下は見られず、火葬率は上昇していった。
江戸時代終末までは常設の「火葬場」と言っても何ら設備の無い平地火床であったり、地面に掘り込んだ溝形火床の縁に石や土器などを用いて耐火性の枠を巡らせた程度の開放構造が多く、「炉」とは呼び難いものであったが、明治時代に入るころ火葬習慣が普及した地域の一部で、切出石 や煉瓦を用いてトンネル状燃焼室と煙突を構築し、金属製炉扉（燃焼室の蓋）を備えた「火葬炉」が築造されるようになった。同時期に外国から導入した製鉄用反射炉や煉瓦焼成窯の技術を応用したものと思われる。この炉室と煙突を備えた火葬炉は、点火して炉扉を閉じれば吸気孔と煙突以外に開口部を有しない閉鎖構造なので燃焼室内の高温維持が容易であり、開放状態で燃焼させる「野焼き」や「溝形火床」と比べて、少ない燃料（木薪や木炭）で火葬完了出来る、準備と片付けに要する人員が少なくて済む、火葬作業従事者が燃焼中の遺体を直視しないで済む、遺体の燃え残りや残炭が少ない、煙突効果で地上に降散する臭気や煤煙を低減できるなど、喪家の金銭的負担や火葬作業従事者の苦渋を大いに緩和すると共に近隣住民に及ぼす臭煙も低減できたので、東京市内や京都では明治初期に新規開業した大規模火葬場 で採用されて重油焚きの火葬炉に置き換わる昭和初期まで使用された。また、火葬率が高かった近畿・北陸・中国地方 では、明治から昭和中期にかけての長きに亘り個人所有または集落や自治会が所有する簡易な火葬場へも普及した。
この煙突と炉扉を備えた燃焼室型の木薪炉は明治時代初期から後期にかけて築造されたものは座棺専用が大多数であり、およそ明治時代後期以降に築造されたものでは、座棺と寝棺の兼用あるいは寝棺専用のものが見られる。
この頃、近畿以西では「火屋」または「三昧」 と称呼する地域が増えていたが、関東以北では「火屋」と「三昧」の呼称を用いる地域が減少して、「焼き場」や「竃場」（かまば）と言った呼称が多用されるようになっていた。

### 近現代

#### 明治時代
明治時代に至るまでは、火葬が増えてきたと言っても、火葬を奨励する仏教宗派の門徒や信者が多い地域や、人口密度が高く土地が逼迫したごく一部の地域に限ったことで、全国的に見れば日本の葬送儀礼として火葬は決して主流ではなかった。明治時代に入ると故郷を離れて進学したり就業する者が激増するが、このような者が亡くなった場合、当時の交通事情では遺体を長距離搬送することは極めて困難であり、火葬して焼骨にすれば持ち運びが可能になり故郷の家族墓に葬る事が可能になる事や、墓地の新設や拡張を厳しく制限する法令が施行されたため、焼骨にすれば墓地の土地面積が節約できるなどのメリットが徐々に浸透して火葬が普及していった。また、伝染病屍体の火葬を義務付ける法令規則の施行、人口増加が著しい市街地では明治時代以降、埋葬（土葬）を禁止して既存墓地へ焼骨を埋蔵することのみ許可される土葬禁止区域が設定された事も火葬普及の一因である。火葬の普及と共に仏教者以外の者や自治体による経営が増えて、墓地とは無関係に独立した火葬専門の施設が設置されることが多くなる。
明治時代に入ると新政府は東京の市街地に近接する火葬場の臭気や煤煙が近隣住民の健康を害している問題 に際し、政府内神道派の主義主張を取り入れて、明治6年（1873年）7月18日に一般火葬の禁止を布告 するが、都市部では埋葬（土葬）用墓地の地代が急騰したり、明治時代以前より火葬率が高かった地域では、そもそも焼骨埋蔵用墓地へ埋蔵するか所属寺納骨堂へ収蔵するのが主であり、墓地自体を設けていない地区が多かったり、埋葬（土葬）用墓地が極端に少なかったため、新たな埋葬受け入れは不可能となる墓地も出てきて埋葬用墓地の許可を受けていない墓地以外の地所に死体を不法遺棄する例も多発して混迷を極めた。しかし、衛生上人道上の問題があまりにも深刻かつ、都市部で埋葬用墓地が増加することは高税地が無税地化することであり、埋葬墓地が増加すれば、将来都市計画上大きな問題を起こすと大蔵省も火葬禁止令に反対し、仏教指導者や大学者からも火葬再開を訴える建白書が相次いだことから、この火葬禁止布告は約2年後の明治8年（1875年）5月23日に廃止 され、その後明治政府は火葬場問題から宗教的視点を排して公衆衛生的観点から火葬場を指導するようになり、火葬を推進するようになった。この火葬禁止期間は多くの人々に火葬の必要性を再認識させることになり、火葬禁止布告が廃止されると、今まで寺付属や集落または個人所有の簡易な火葬場しかなかった町村の長をはじめ、多くの財閥や資産家からも火葬場建設請願（火葬場新設許可申請）が出された。
新政府や地方行政府は明治時代初頭から「火葬」「火葬場」という呼称を用い始めたが、暫くは公文書上に「梵焼」「火屋」「焼場」「焼屍爐」などの記述もあって混用していたようである。明治17年（1884年）に布告された「墓地及埋葬取締規則」 の第一条では「墓地及ヒ火葬場ハ管轄帳ヨリ許可シタル区域ニ限ルモノトス」と規定しており、これ以降の公文書では一貫して「火葬場」と記述するようになり、同時期に新聞や書籍でも「火葬場」という記述が一般化した。また、政府は同年11月18日に「墓地及埋葬取締規則ヲ施行スル方法（細目）ヲ警視総監・府知事・県令デ定メテ内務卿へ届ケ出ルベシ」とし、細目標準を各府県に提示した。細目標準の第6条・第7条では火葬場に関する規制を定めており、人家や人民輻輳地（人が集まる場所、交通量の多い場所）から百二十間（218m）以上離れた風上以外の場所を選べ、爐筒（耐火物で囲われた燃焼室）と烟筒（煙突）を備えて臭煙害を防げ、周囲に塀または柵を設けて敷地境界を明確にせよ、火葬はなるべく日没後に行え、と規定していた。
火葬場に関する規則を定めていなかった各県ではこれを受けて、具体的な離隔距離、操業を許可する時間、炉の構造概要など、ほぼ細目標準に準じた内容の取締細目を定めて施行した。
防疫衛生面では、明治時代初頭から度々伝染病が流行していて、政府はその度に、伝染病屍体の埋葬（土葬）に制限を附して伝染病屍体は原則火葬としなければならないとする旨の規則 や法律 を布告したので、火葬習慣の無かった地域では自治体主導で火葬場の新設が進むようになった。
明治19年（1888年）のコレラ大流行時に病屍体の火葬が渋滞し、樽桶に収めて野積みされた病屍体が腐乱するなど処置に混乱をきたした東京府は、火葬場臭煙害の防止と伝染病流行時の火葬能力維持および、墓地及び埋葬取締規則施行方法細目標準と東京府火葬場取締規則の相違点を整合させる目的から、明治20年（1887年）4月11日に東京府火葬場取締規則を改正 し、府内の火葬場数制限を5から8箇所にする事、操業時間は、日没から翌朝日の出までとする事、火葬炉は25基以上備える事、煙突高さを60尺（約18m）以上とする事、人家より百二十間（218m）以上隔てる事、伝染病患者排泄物用焼却炉と消毒所を併設する事などを定めた。
他府県でも東京府の火葬場取締規則改正に倣って、操業時間、煙突高さ、伝染病患者排泄物用焼却炉や産褥物胞衣汚物 用火葬炉の併設を追加規定した自治体が多い。
江戸時代から220年に亘り江戸最大規模を誇っていた小塚原火葬場は、明治8年（1875年）の火葬禁止令廃止後、当時最新の煉瓦造木薪火葬炉と煙突、瓦屋根漆喰塗壁の建屋を備えた火葬場へと改築して明治9年（1876年）6月より操業していたが、この明治20年・火葬場取締規則改正により、第七条ノ一「人家より百二十間以上隔てる」の項目で不適格となってしまって操業停止に追い込まれた。これにより東京（江戸）にて最大かつ最長の歴史を持つ火葬地が消えることになった。小塚原火葬場の各営業人は、その後移転先を求めるが見つからず、明治21年（1887年）12月14日・東京市区改正設計（都市計画）委員会にて北豊島郡町屋村に火葬場用地が定められたのを受け、町屋火葬会社を設立して、明治26年（1893年）に操業開始した。
都市部では明治時代後期頃より、宗教団体や民間が所有または経営する火葬場や野焼き場を統廃合して自治体や行政組合の経営および、無煙化無臭化の新案を凝らした近代的火葬炉を備えた火葬場が増えていくことになる。ただし、東京府（現在の23区に該当する区域）は例外であり、公営火葬場の設営が進まぬ中、一株式会社が合併吸収を繰り返して多数の火葬場を経営していくことになる。また、同じ頃から製材技術の進歩や葬祭業界の発展により、寝棺の価格が下がり一般庶民でも入手容易になるにつれ、座棺用火葬炉が減少して寝棺用火葬炉を備える火葬場が増えていく。
アイヌと琉球諸島は伝統的に土葬であったが、政府の指導により火葬されるようになった。

#### 大正時代
明治時代までの主たる火葬燃料は、藁・木薪・木炭であり、日没後に火葬開始（点火）して翌朝に拾骨するのが普通（多くの自治体で日中火葬を禁止していた）であったが、大正時代後半には、電気式火葬炉、石炭・コークスを用いる火葬炉、電動送風機と重油バーナーを併用する火葬炉 が出現して燃焼速度が飛躍的に速まり、即日拾骨が可能になった。また、即日拾骨が可能になると、火葬場内に会葬者用控室や休憩室を設ける施設が増えていく。

#### 昭和時代以降

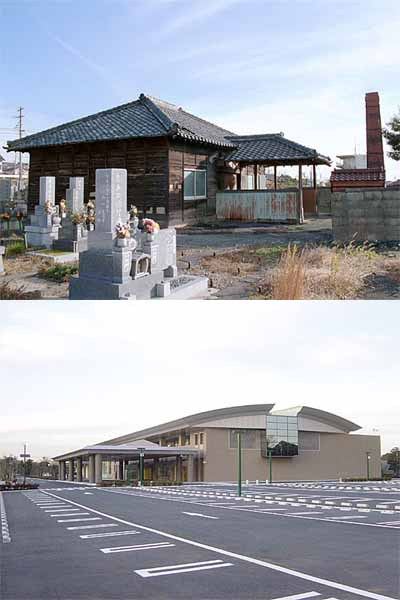
昭和時代の火葬場（上：三重県の古い火葬場。右の煉瓦造りのものが火葬炉。
下：平成時代に完成した東京臨海斎場。）

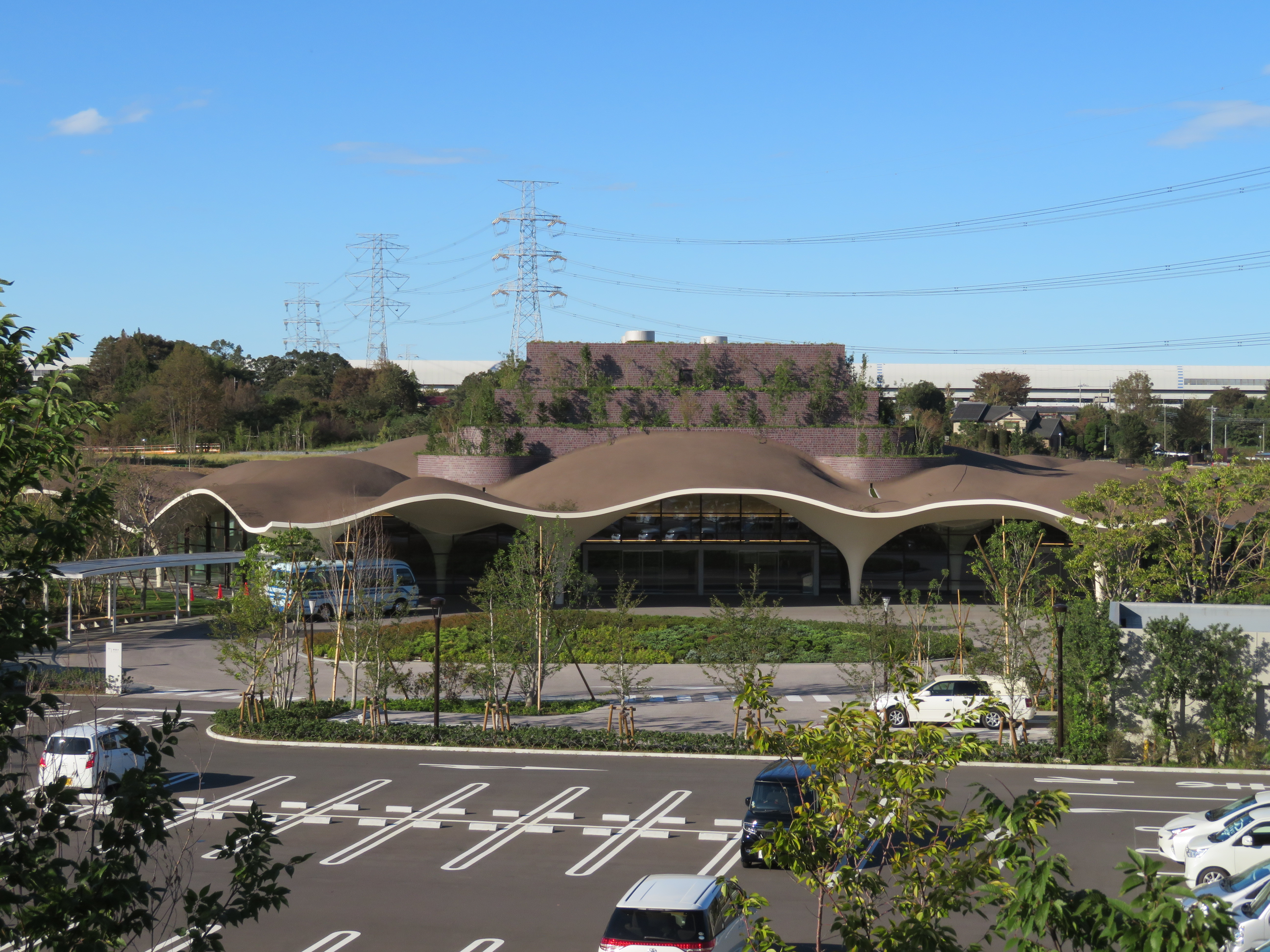
デザイン性を重視した斎場も増えている（川口市めぐりの森）

昭和に入ると、重油焚き火葬炉と高煙突を設備した火葬場は、木薪や木炭を燃料とする火葬炉と比べて短時間 で火葬可能かつ煤煙や臭気の排出が少ないとして、昼間操業を許可される火葬場が増えていく。この頃より、都市部では火葬場内に通夜、告別式を行える式場を併設したり、施設名称に「葬斎場」「斎場」「斎苑」を用いる火葬場が増えてくる。
昭和初期から中期にかけては、現代の火葬炉とほぼ同様な「台車式」と「ロストル式」の炉構造が確立して普及すると共に煙突の長大化が進んだ。それと、全国的に寺院風デザインの火葬場建屋が新築されていることが目立つ。仏教系組織が経営する火葬場では当然と言えるが、自治体直営の施設にも多数の例があり、中には迎え地蔵や六地蔵を設置した自治体もある。
1931年の満州事変から石油統制が始まり、そこから戦後混乱期の昭和20年代末にかけては、石油系燃料の入手が困難になったり、一部地域で葬儀資材節約の目的から座棺の復活などがあり、石炭炉または石炭重油兼用炉を設置したり、廃止または休止していた木薪炉や座棺用火葬炉を復活させる火葬場もあった。
昭和30年代になり石油系燃料の流通が安定して入手容易になると、多くの火葬場で木薪炉や石炭炉を廃止して寝棺用重油炉を新設する改装工事が行われたが、北海道・東北・九州の炭鉱地帯やそれに近接する地域では、昭和後期まで石炭炉や石炭重油兼用炉を用いていた火葬場もある。
古くから火葬が普及していた地域の個人所有または集落や自治会が所有する簡易な火葬場では、露天野焼き場を耐火レンガ製溝形火床へ改良して屋根を掛けたり、藁・木薪・木炭を燃料とする旧式簡易炉から灯油バーナーを用いる寝棺炉へ改良した例が多く見られる。
昭和40年頃から昭和50年代にかけては、都市部の火葬場設営者や火葬場建設を得意とする築炉業者を中心に火葬場から排出される煤煙や臭気を抑制する研究開発が活発になり、集合煙道途中に水シャワー（スクラバー装置）を設けて飛灰や煤を水溶回収したり、煙突直前に電気集塵機やバグ（繊維膜）フィルターを挿入するなどの煤煙除去努力が試みられて、黒煙や火の粉を減らす効果は得られたが、強酸性廃水やダイオキシンなどの強毒性物質を濃縮した煤灰を副生成してしまって処分が困難になるなどの問題を生じてしまった。その後、燃焼速度と燃焼温度を適切にすれば煤や有害物質も分解されることが明らかになり　現在の1基ごとに独立した火葬炉の直上に再燃焼炉を一体化した方式へと発展した。再燃焼炉の技術的進歩と共に、木薪や重油より煤煙や悪臭の原因となる物質含有量が少ない灯油や都市ガス・液化石油ガス（LPG）を火葬燃料に用いるようになって排煙が透明化され臭気の排出も僅少になると、火葬場の象徴とも言える高い煙突を廃して火葬場敷地外からは視認し難い短煙突や非定型排煙口を採用した設計が主流になった。火葬炉に接する職員の労働安全衛生環境の向上と作業負荷軽減の面では、電気計装盤からの間接操作、基本的操作手順の自動制御化、職員の火傷や挟まれ事故が多発していた耐火扉や炉内台車引き出し装置などを電動化したものが導入され始めた。火葬場利用者のためには火葬炉から漏れる臭気や燃焼騒音を遮蔽し、焼け爛れた炉内を見せない配慮から火葬炉前室が開発された。このように火葬場の低公害化近代化が進む中、一部の火葬場では建設費低減と1炉/1日あたりの火葬可能数を増やして経営効率を上げることを優先したのか、直上再燃焼炉を設けず高煙突と重油ガンバーナー付ロストル炉を採用し、前室も制御装置も設けていない火葬場を新築した例も散見され、火葬場設営者の思想格差が大きい。
明治から昭和末期までの間に設置された火葬場で、少数特殊な例としては、日本軍施設の火葬場、避病院（伝染病患者隔離病舎）の敷地内または隣地に設置された火葬場、鉱山や炭鉱経営者が事業所に設置した火葬場、工期の長いトンネルやダム工事現場付近に事業者が仮設した火葬場、ハンセン病療養所内に国が設置した火葬場、国立大学医学部構内に設置された火葬炉などがある。これら火葬場のほとんどは事業の完了または、廃止に伴って解体撤去されているが、国立ハンセン病療養所内に設置された火葬場は廃止された後でも多くが現存しており、一部には保存展示、一般公開されている火葬場（炉）もある。
昭和後期以降、およそ昭和50年頃からは公害物質の排出抑制や排煙の透明化の必要性、火葬場近隣住民への配慮、火葬場利用者へのサービス向上の目的から火葬炉構造の他、排煙装置・火葬場建築・立地造成の何れも大きく改良改善され進歩している。詳しくは次節「現代の火葬場」へ譲る。
なお、平成も20年を過ぎて高度に機械化されてコンピュータが燃焼制御する火葬炉も当たり前となりつつあるが、中国地方山間部の一部では簡単な煉瓦火床に稲藁を積み上げて一昼夜かけて焚焼するという、江戸時代中後期と同等な方法で火葬を行なっている集落も現存している。
冒頭で述べたとおり、2015年現在、日本の火葬率は99.986%に上るが、60%を超えたのは1960年代で、東北地方では、土葬を尊び、土葬が可能な地域が多い奥会津地方では1990年代後半まで土葬が残っていた。

## 現代の火葬場

### 概要

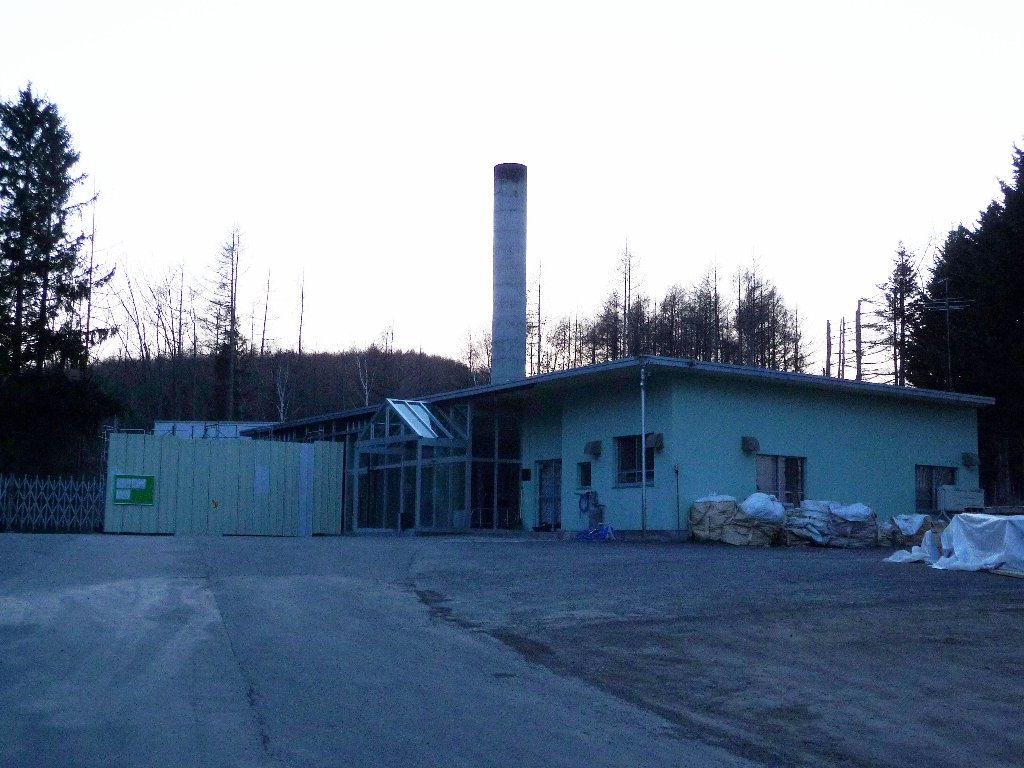
旧式の火葬場（網走市八坂(旧)火葬場(2010年11月に新しい火葬場に建て替えられており画像の建物は現存しない) 北海道網走市）

都市部以外の農村漁村地帯や山間部で恒久的火葬炉を備えた初期の火葬場は、木材や藁を燃料とした簡易な火葬炉があるだけ、あるいは集落の墓地に付属する火葬炉といった素朴・単純なものだった。この簡易な火葬場は無くなったわけではなく、北陸、近畿、中国地方では、個人所有または集落や自治会所有でありながら、府県知事または保健所長の許可を受けた正式な火葬場として多数現存している。但し、管理放棄されて実用不可能となった施設や長期間使用されていない施設が大多数である。これは、近隣住民同士で葬儀や火葬埋葬の作業に協力する「講（こう）」や「組（くみ）」等の互助組織の衰退が著しいこと、簡易な火葬場で火葬を行うための知識技術を持った者が激減してしまったことと、交通事情が良くなって多少遠方でも新しい公営火葬場を利用した方が手間や費用を小さくできるようになったためである。
およそ昭和中期以降に建設された火葬場では、従前多用されていた仏教色の強いデザインを排して宗教色を感じさせないデザインが主流となった。また、火葬炉と炉前ホールの他に、骨上げを行う収骨室や、他の遺族と交わらずに棺の小窓を開けて最後の別れができる告別室が備えられていることが多い。一部の大規模な火葬場は通夜・葬儀が行えるように式場と親族控室、遺体用冷蔵庫を備えた霊安室を併設しており、売店や骨上げまでの待合室として喫茶室やレストランなどが設けられている総合斎場もある。

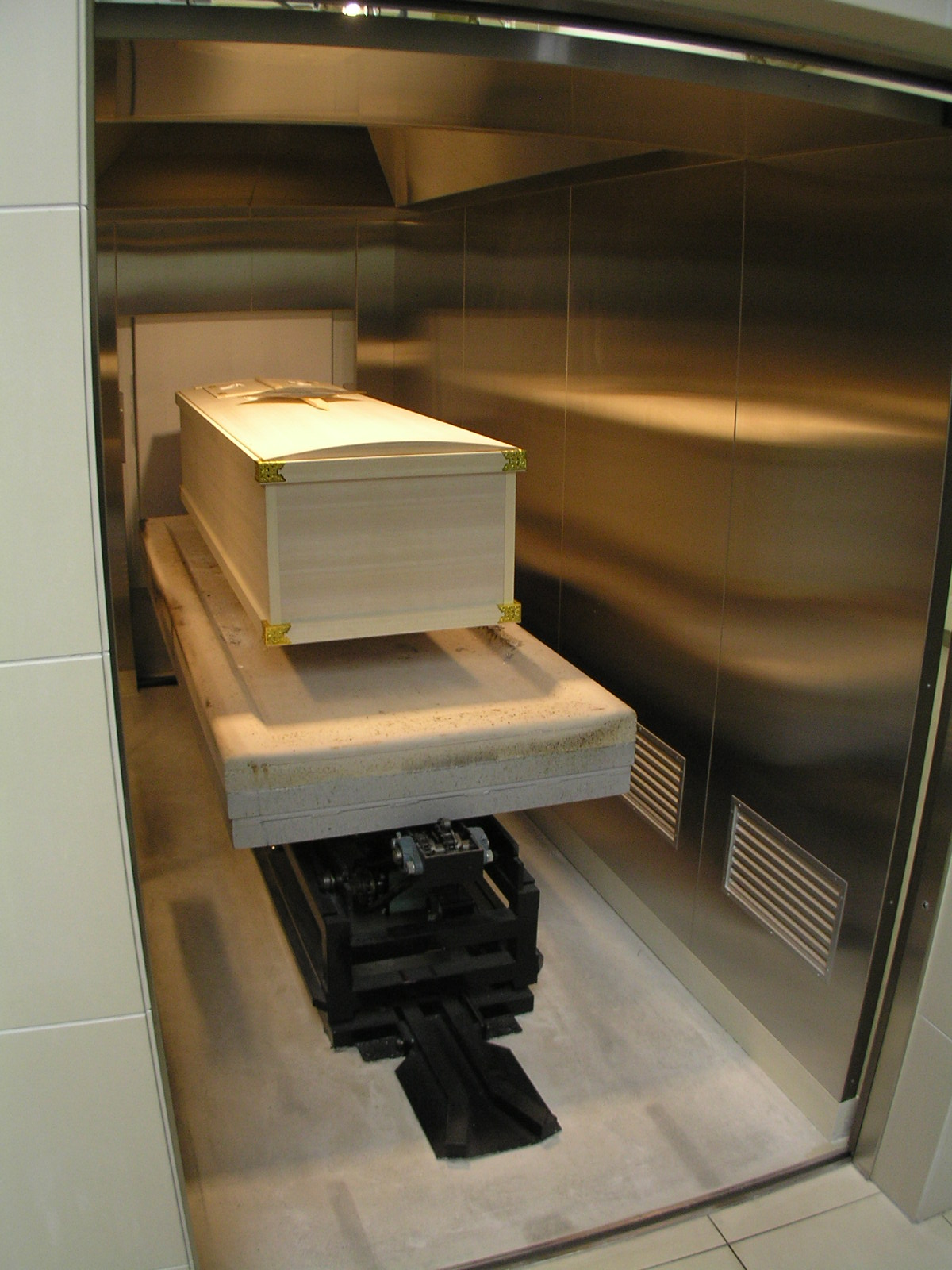
台車式火葬炉の前室（土居斎苑 愛媛県四国中央市）

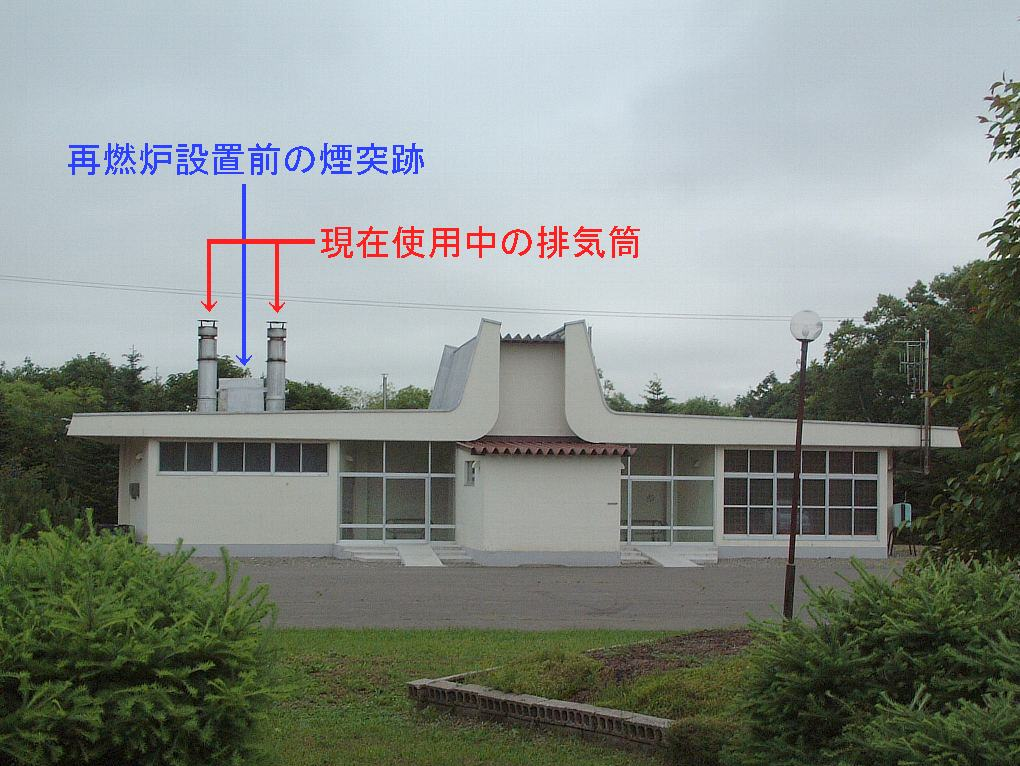
建物は既存のままで、再燃炉付きの火葬炉に更新した火葬場の例

### 火葬炉の構造
現在の火葬炉は、大きく「台車式」と「ロストル式」の2種類に分けることができる。いずれも異なる長所と短所を有しており、火葬場設置者の判断によって選択される。平成に入ってから建設された火葬場では、97％以上の施設で台車式が採用されており、ロストル式を採用した施設は3％未満である。また、これまでロストル式を使用してきた施設でも、老朽化で改築した際に台車式に変更した例もある。
点火に先立ち火葬場職員が押すボタンは（施設によっては遺族が押す場合もある）直接の点火ボタンではなく、作業員に合図を送るためのボタンである。この合図を受けた作業員は安全確認後、点火する。台車式が60分を要するのに対し、ロストル式は40分で焼ける。火葬終了後、30分程度の冷却を経て遺族に遺骨を引き渡す。火葬時間を短縮するだけであれば、火力の設定を高くすればよいのだが（現在の火葬炉は1500℃まで設定可能）、温度が高すぎると骨まで焼けて遺骨がきれいに残らない。遺骨をきれいに残すには設定温度を低めに設定し時間をかけて火葬すればいいのだが、仮に頭蓋骨や骨盤はきれいに残っても、骨壺には入りきらない。かつ、800℃以下の場合はダイオキシン、1000℃以上の場合は窒素酸化物の発生が懸念される。火葬炉も大気汚染防止法やゴミ焼却炉などの規制による数値をもとにした地方自治体独自の規制に則している。また、ダイオキシンに関しては国のガイドラインも遵守しなければならない。

#### 台車式
車輪を有する鉄製枠の上面に耐火レンガまたは耐火キャスタブル製の床板を張った台車が炉室床の機能を有しており、その台車上に、五徳などを挟んで棺を置き、台ごと火葬炉に入れて焼く方式である。火葬開始直後は棺の下側からもバーナーの炎にさらされるが、棺が燃え尽きた後の遺体下面にはバーナーの炎が廻り難いので、骨化するまで時間がかかる。ロストル式が約40分に対し、台車式の場合は約60分を要する。しかしながら、骨はあまり落差のない台車上に落ちるためにばらばらに散乱することがなく、ほぼ人体形状を保ったままきれいに残るという特徴がある。遺体がほぼ骨化した後は台車面にもバーナーの炎が到達するので、汚汁や難燃部位の不完全燃焼は生じにくく悪臭が少ない。ロストル式はもともとは、遺骨に対する扱いが全く違う海外から来た方式である。遺骨を残さない海外に対し、日本では釈迦が荼毘に付された時の遺骨を残す燃やし方である当時のインドの習慣から発生しているため遺骨が大切にされる。このため、現在の日本の火葬炉は台車式が主流になりつつある。
遺族参会者が立ち入る炉前ホールと火葬炉本体の間に「前室」を設けるのが最近の傾向であり、前室有りの場合は遺族参会者の目に触れることなく炉内工事や清掃、台車整備、火葬後の台車と焼骨の冷却、残骨灰の処理を行うことが可能であり、炉前ホールに漏れる燃焼音、熱気、臭気を極めて小さくできる。ただし、建設費はロストル式と比して高額になる。
火葬場により異なるが、1炉/1日あたりの火葬可能数は2～3体としている施設が多い。これは台車の冷却・清掃に要する時間に余裕をもたせたり、炉前ホールや収骨室で他家の参会者同士が輻輳したりしないように動線時間に余裕をもたせるなど、参会者の安全衛生確保と心情に配慮した運用上の事由に因るもので、技術的には1炉/1日あたり4体以上も可能である。

#### ロストル式
炉内にかけ渡した数本の金属棒で作られた格子の上に棺を直接載せて焼くという方式である。「ロストル」とは、食品を焼く網やストーブ等の火床格子を指すオランダ語の「rooster」が語源である。
人体のうち腹部の大腸、小腸などの内臓部分は水分が多くここだけは焼けにくい。しかし、ロストルと炉底部の骨受皿の間は数十センチの空間があるため、棺が燃え尽きた後も炎は遺体の下にも回り、台車式より短時間で骨化することができる。しかしながら、骨は格子から落差がある骨受皿に落ちるため、多くの場合位置関係はばらばらになる。ロストルは間隔の広い格子状なので、遺体下面の燃焼が促進されるが汚汁や難燃部位が骨受皿へ落下しやすい。骨受皿は構造上バーナー炎をあまり当てられないのでロストル位置より温度が低く、落下した汚汁や難燃部位が残りやすいので悪臭を生じやすい。
前室を設けるのは骨受皿を炉前ホール側へ引き出すタイプでは技術的に困難であり、炉前ホールに漏れる燃焼音、熱気、臭気が大きい。建設費は台車式と比して低廉である。また、骨受皿を入れ替えれば炉内を冷却する事なく次の火葬を開始可能なので熱効率が高い上に1炉/1日当たりの火葬回数を多く出来る。東京や京都の大規模火葬場ではロストル式を採用している施設が多い。ホールで他家の参会者同士が輻輳することが避けられないが、京都市中央斎場の様に1炉/1日あたり最大5体の火葬を実施している施設がある。

#### 骨上げ
火葬後には骨が残される。骨上げでは、西日本は主要な骨のみを骨壺に収める部分拾骨のため骨壺も小さく、拾骨されなかったものは火葬場に残される。部分拾骨は富山県、岐阜県、愛知県を含む西日本側が部分拾骨である。東日本では基本的にすべての骨を骨壺に収める全骨拾骨で骨壺も大きいが、それでも収まらない場合は、遺族の承諾の下、一部分（首より下）を粉砕してでも完全に収める場合もあるし、多少の残灰が残される場合もある。
骨壺に入れられなかった残骨灰の処理は火葬場により多様であるが、場内の慰霊墳墓や公営墓地で合葬される例が多い。一部では専門業者が回収し、骨の治療などで体内に金属が残留している遺体の場合は、コバルト・ニッケル・チタンなど希少金属や貴金属の選別回収を経て合葬または埋め立て処分されている。

### 近年における火葬場の変遷
昭和初期から末期にかけては、高い煙突が火葬場の象徴ともなっていたが、およそ1990年代以降に新設された火葬場において、煙突が見られることはほとんどない。
これは1970年代後半から、燃料の灯油化・ガス化により煤煙が減少したこと、火葬炉排煙の再燃焼処理や集塵装置の普及により、排煙の透明化や臭気の除去が進んだことにより、極端に短い煙突（施設によっては煙突すらなく、排気口となっているところもある）でも悪影響が無いこと、社会的には火葬場がそばにあることへの近隣住民の拒否感に配慮して「火葬場らしくない」意匠を取り入れるように、設計思想が進歩したものによるものである。
昭和初期から後期にかけての主たる燃料は、重油・薪、産炭地では石炭やコークスであったが、昭和後期以降からは白灯油、特に2000年頃からは都市ガス・液化石油ガス（LPG）が増加しつつある。大正から昭和中期には、極少数ながら電気炉も存在したが、保守・清掃に非常に手間が掛かることや、石油系燃料費と比して電気料金が相当高額になるため衰退した。
火葬場は「迷惑施設の一例」として、新設・改築・移転には、当該地域の住民による反対運動が起こりやすい。そこでいくつかの自治体が集まって一部事務組合や広域連合を設立し、広域斎場を設けることで、リスクを低減することを図る傾向がある。同様の事情から、住宅地から離れた場所に立地しようとするのが一般的だが、日本の都市事情を考慮すると、必ずしもそのような場所に作れるとは限らない。
そのため、都市部のような場所においては、周辺を樹木で囲む・ぱっと見ただけでは火葬場とはわからない外観など、周辺地域に配慮した立地となっている。霊柩車についても、宮型のものは使用・乗り入れの自粛を要請したり、出入り禁止したりする場合がある。名古屋市立第二斎場のように、火葬場周辺では霊柩車の走行経路も指示される（指示された道路以外は走行禁止）場合がある。
また、火葬場の名称も「～斎場」「～斎苑」「～聖苑」などが多く、「～火葬場」とする施設は激減している（もっとも、「××斎場」を名乗る火葬場でも、式場を併設する場合はこちらを「斎場棟」と呼ぶことが多い）。そもそも「斎場」とは葬儀施設のことであり「斎場＝火葬場」とは限らない。火葬施設がなくても「××斎場」の式場は多い。長大な煙突を有していたり、可視煙を排出するような旧式の火葬場は、改装・移転にともなって、急速に姿を消しつつある。
なお、現行の都市計画法においては、都市施設の一つとして「火葬場」が規定されており、建築基準法第51条により、都市計画区域内に火葬場を新築または増築する場合は、原則都市計画決定が必要である。
火葬場経営は、主に各市町村の清掃・衛生関連部署による運営や、複数の市町村が一部事務組合を結成して共同運営しているものが多いが、一部民営・業務委託・半官半民(PFI)といった形態で設置・運営しているものもある。また宗教団体や株式会社が経営する民営火葬場は、全国に約21施設が定常的に営業している。
特に東京都区部では、江戸時代末期から明治に、寺院や匿名出資者が経営していた火葬場や、民間企業が経営していた火葬場を統合合併した東京博善株式会社の火葬場が主であり、2014年5月現在、他地域の公営火葬場主流に対して、公営が2施設（炉数計30基）、民営が2社7施設（炉数計76基）である。
なお、これら株式会社経営の火葬場について、厚生労働省は令和4年（2022年）11月24日付で「火葬場経営が利益追求の手段となって、利用者が犠牲になるようなことはあってはならない」との通達を各自治体宛に出した。

### 火葬から収骨まで

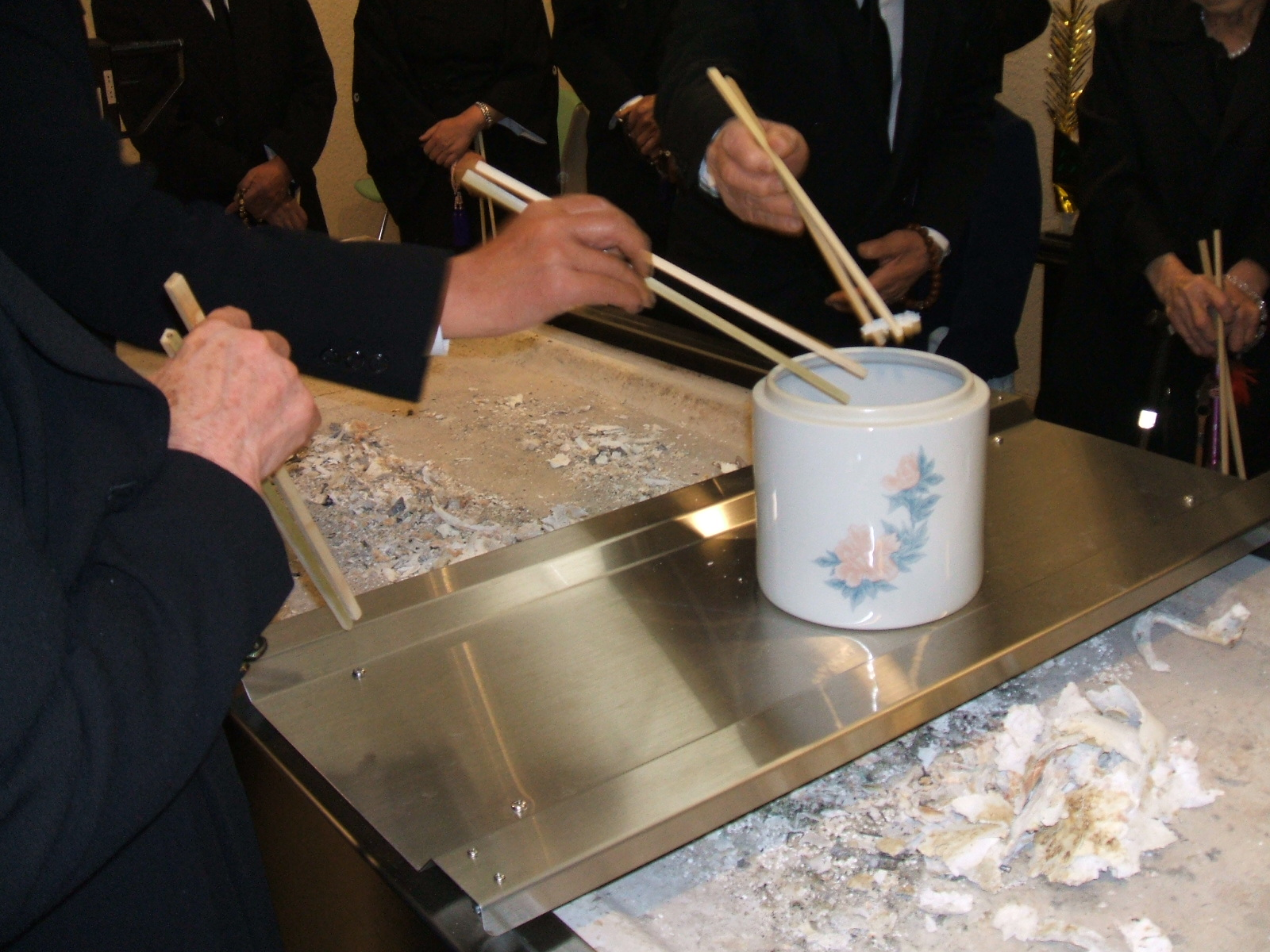
骨上げの様子（土居斎苑 愛媛県四国中央市）

日本では、火葬後に骨上げを行い骨壷に収めるという流れになっているため、炉前で遺体を見送り、火葬後に拾骨するというところまでがセットになっている。また、骨上げをする関係から骨をきれいに残すことが重視され、その業務の性質上やり直しができないので、故人の年齢や死因、生前の持病を考慮しながら焼くなど、火葬技術者には独特の高度な技術が求められている。

### 火葬による環境破壊
厚生労働省による研究費補助の対象となった調査で、棺を乗せるステンレス台が長く高温に晒されることにより、焼却灰中に六価クロムなどの有害な物質が発生することが明らかとなった。調査にあたった研究者は、有害物質を出さない材質のものに変えるなどの措置をとる必要があるとしている。
またこれとは別に、ダイオキシン発生を抑止する観点から、多くの火葬場において、副葬品の内容に制限を加えている。しかし一方で、茨城県つくば市の市営斎場「つくばメモリアルホール」で2020年頃から、葬祭会館から送られてきた棺を係員が無断で開け、副葬品を取り出し、ごみ袋に入れて葬祭会館に返却したりしたことが明らかになった。同メモリアルホールでは、爆発の危険性がある物や、燃焼温度が高温になり過ぎて遺骨が損傷したり、土台に付着してしまう例があったことを理由にしているが、葬祭会館を運営する葬祭業者側からは怒りの声が出ている。

### 廃熱利用
中華民国（台湾）の台北市第二葬儀場は火葬炉の廃熱で発電（火力発電、汽力発電）を行っている。また、英国イングランドのレディッチの区議会は2011年2月8日、火葬場の廃熱を暖房や温水プールに利用することを承認した。

### 大災害と火葬場

#### 東日本大震災の場合
2011年3月11日発生した東日本大震災では、東北地方を中心に死者15,891人（行方不明者2,579人）を出したが、津波による死者など海岸線での遺体捜索や収容作業が難航、同時に被災地の火葬場は小規模なものが多く、停電、燃料不足、火葬場自体の津波被害で機能が停止し、多くの遺体が遠方の火葬場へ送られた。
しかし火葬は遅れ、公衆衛生上保全が困難な遺体は2年を期限に宮城県の約2,000体が土葬による仮埋葬された。火葬の進捗により、その後仮埋葬は中止され、一旦は埋葬された遺体も掘り返され再納棺の後、火葬されたが、この作業は盛夏の8月半ばまで続いた。
しかし現代日本で使用される棺は、火葬に適すように軽く燃えやすい構造となっているため、1mより深く埋葬される土の重みや湿気に耐えられず、掘り起こされた棺は既に崩壊状態であり、遺体は腐敗が激しい状態であったため、この腐敗した遺体を洗浄し再納棺する過酷な作業となった。この作業を行ったのは葬祭業者や建設業者などであった。
それまで、東北は火葬化が遅れていたころから、土葬に親和性がある地域と考えられていたが、ようやく火葬された際には「火葬できた」と喜んで泣く遺族の姿もみられた。しかし、同じ避難所にまだ行方不明の家族を抱えている人たちも多くいたため、避難所内では火葬できたことの喜びや、遺体が発見されたことの喜びの感情を表出できずにいる者が多かった。
新たに火葬場の整備運営事業基本計画を立案しているところでは、災害に強い施設づくりを基本方針に掲げ、災害時においても、施設稼働が可能となる施設と火葬燃料・電力等の確保と備蓄などが検討されており、停電時でも火葬業務（火葬炉と火葬業務遂行のために最低限必要な設備）が可能な発電機設備の導入や、大規模災害時の対応として24時間稼働を考慮した計画を立案している自治体が存在する。

## 日本国外の火葬場

### インド

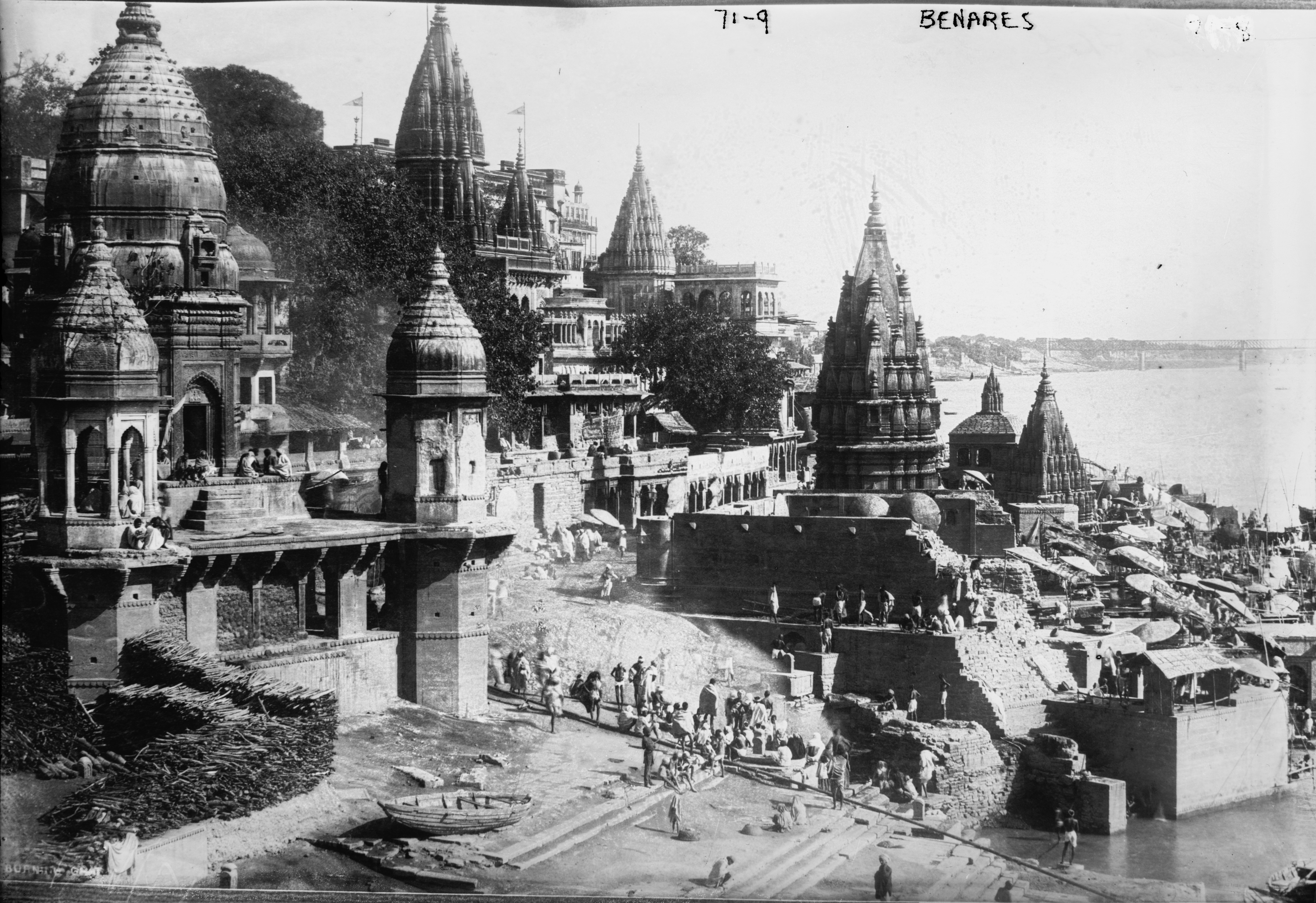
ワーラーナシー

ヒンドゥー教徒が80％を占めるインドではヒンドゥー教の習慣に基づき、火葬が好まれる。火葬場は、河原などの野外に設けられており、薪を積み上げてその上に遺体を置いて点火する、いわゆる「野焼き」が主である。ヒンドゥー教では人々は生まれ変わるつど、苦しみに耐えねばならないとされるが、ワーラーナシー（日本語読みではバラナシ、ベナレスとも）のガンガー近くで死んだ者は、この苦しみの輪廻から解脱できると考えられている。ワーラーナシーは別名「大いなる火葬場」とも呼ばれており、年中煙の絶えることはない。インド各地から多い日は100体近い遺体があでやかな布にくるまれ運び込まれる。あるいは、死期が近づくとこの地に集まりひたすら死を待つ人々もいる。彼らはムクティ・バワン（解脱の館）で家族に見守られながらひたすら死を待つ。ムクティ・バワンでは四六時中絶えることなくヒンズー教の神の名が唱えられる。亡くなる者が最後の瞬間に神の名が聞こえるようにとの配慮である。南北6キロガンジスの岸辺のほぼ中央に位置し、数千年の歴史を持つマニカルニカー（「宝石の耳飾り」の意）・ガートは、沐浴場以外に火葬場としての機能も併せ持ち、死者はここでガンガーに浸されたのちにガートで荼毘に付され、遺灰はガンガーへ流される。金が無い者、乳児、妊婦、蛇に噛まれて死んだ人は火葬されずにそのまま水葬される。町にはハリシュチャンドラ・ガートと呼ばれる、もう1つの火葬場があり、2つの火葬場はドームという同じ一族が取り仕切っており、働く人々も共通で、交代勤務で約650人が働いている。火葬場を見下ろす一角には、2つの火葬場を取り仕切ってきたドーム一族の長の座る場所があり、そこには聖なる火と呼ばれる種火が焚かれ、人々はこの火より火葬にする火種をもらう。火葬場の写真撮影は厳格に禁止されており、万が一見つかった場合は親族に殺されかかる場合や金品を要求されるトラブルもある。火葬場を中心に町には巡礼路が設けられ、インドの多くヒンドゥー教は一生に一度この巡礼路を歩くことを夢みている。
かつて、イギリスとインドの価値観（主にヒンドゥー教とキリスト教の死に対するもの）の違いや生理的嫌悪感から、イギリス人による火葬場の郊外への移転が企てられた。ワーラーナシーの人々は強い異議を唱えた。火葬論争は30年にわたって続いた。この際の記録が市公文書館に残されている。「ワーラーナシー市制報告書（1925年）」がそれであるが、ここにはこう記されている。「火葬場が町のために存在するのではない。町が火葬場のために存在するのである」。イギリスが認めざるを得なかった、ワーラーナシーの死の伝統である。
近年に至り、燃料としての木材伐採が環境破壊につながるとして深刻な問題となっており、また薪が高騰していることもあって、日本の技術を使った「近代的な」火葬炉も設置されている。しかしながら、上記の事情から古来からの伝統的野焼きにこだわる人がまだまだ多く、野焼きが続けられている。

### ネパール

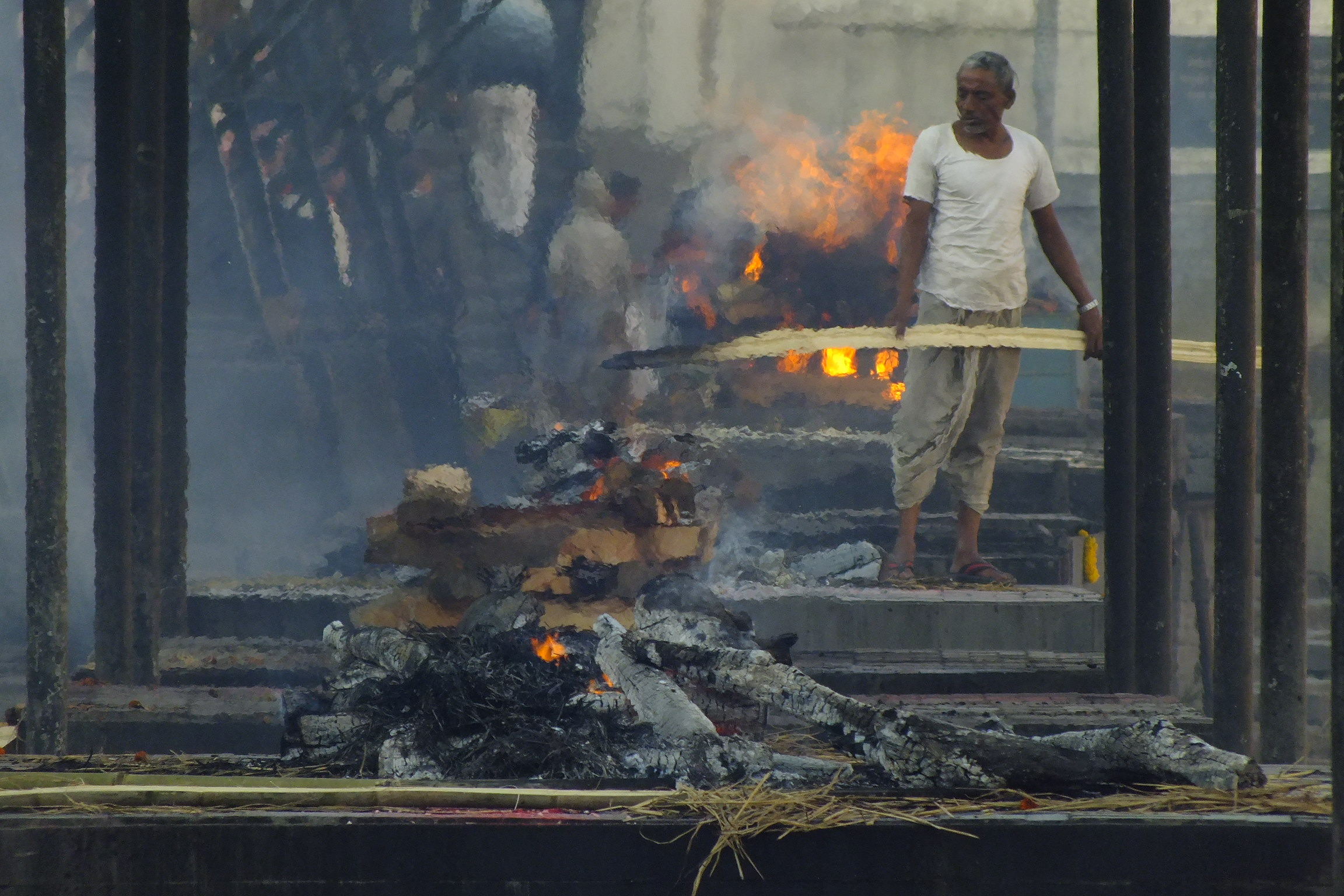
パシュパティナート火葬場

ネパールは、インド同様のヒンドゥー教主流の国であり、首都のカトマンズにはパシュパティナート（Pashupatinath）というインド亜大陸の4大シヴァ寺院のひとつに数えられるネパール最大のヒンドゥー寺院があり、その裏側にはガンジス川の支流でもあるパグマティ川が流れており、河原のガートでは一日中火葬の煙が絶えることはない。カトマンズの朝霧は、火葬場の煙といわれるほどである。
上流階級の者ほど上流側のガートで焼かれる。輪廻転生を信じるヒンドゥー教徒は墓は作らない。焼かれた灰は箒とバケツの水でパグマティ川に無造作に流される。また、火葬の際には、親族の男性は火葬の傍らで髪を剃る習慣がある。
河原では、火葬台の脇で人々が沐浴をしたり、少年が遺体から流された供物を盗もうとして咎められたりする光景が始終見られる。寺院自体はヒンドゥー教徒以外は立ち入れないが、火葬場は有料ながら誰でも見学できる。

### フィリピン
キリスト教国のフィリピンは土葬が基本であるが、近年では墓地不足などにより平均年収が約23万ペソの同国において葬儀費用が10万ペソと高額で墓地の維持費用もかかることから、5分の1程度で済む火葬を選択する者や、土葬していた遺体を火葬にする例も増えており、日本の業者も進出している。

### 欧米
欧米では、火葬場に遺体を預け、後日遺骨を受け取るという流れが多い。また、骨上げという習慣がなく、火葬後の骨は顆粒状に粉砕してさまざまな形をした遺骨入れに収めて引き渡すため、日本と比べると比較的高温で焼くことが多い。骨壷の形も、顆粒状の骨を入れられればいいため形にはあまり制約がなく、故人の趣味などに合わせた多様なものが準備されている。近年は日本にも、欧米流の遺骨を顆粒状に粉砕する装置を備えた火葬場も登場してきている。

### 韓国
大韓民国では、土葬が主流だったが、2000年代から火葬が増加してきており、2004～2005年にかけて火葬件数が土葬件数を上回るようになった。儒教国である韓国では伝統的に火葬は先祖に対する不孝であり禁忌とされ、キリスト教の影響も大きいことから土葬が続いていたが、特にソウル都市圏においての墓地逼迫は社会問題化し、ソウルは元より他の大都市圏においても火葬は一般化しつつある。しかし、2007年段階で火葬場は韓国全土で47ヶ所・220炉程度に過ぎず、火葬場不足が深刻となっている。また、過去に土葬された遺体を改めて火葬するという事例も増えているが、改葬遺骨の火葬についてドラム缶などを使った違法な火葬が跋扈し社会問題となっている。
2012年竣工のソウル市火葬場は、竣工まで近隣住民の反対のため14年を要したが、巨大な美術館のような外観で最新のデザインを取り入れ、実際にミュージアムを併設している。住民の納得を得るためもあって、徹底的に環境問題に配慮し、火葬炉も最新鋭技術によりコンピューター制御され、焼いた骨はロボットが運ぶなど世界でも最新の設備を誇る施設となっている。

## 建築物としての火葬場
建築物としての火葬場は、デザイン性や機能性を追及したものがあり、日本の火葬場においては著名な建築家が設計したものがある。ここでは一例を挙げる。
- 前川國男：弘前市斎場（青森県弘前市）
- 伊東豊雄：瞑想の森 市営斎場（岐阜県各務原市、第49回BCS賞受賞）
- 遠藤秀平：筑紫の丘斎場（揖龍火葬場）（兵庫県揖保郡太子町、第46回BCS賞受賞）
- 槇文彦：風の丘葬斎場（大分県中津市、第39回BCS賞・2003年グッドデザイン賞金賞受賞）

## 火葬炉メーカー
- 富士建設工業株式会社（新潟市） - 特許多数保有し、日本国外へも進出[49]。
- 宮本工業所 - 無臭火葬炉で特許をもつ[50]
- 太陽築炉工業 - 火葬炉本体とコントロールシステムのハード・ソフトともに自社開発製品である[51]。
- 高砂炉材工業（東京都中央区）[52]
- 開邦工業（沖縄県うるま市）[53]。